# Beuxes
Beuxes è un comune francese di 546 abitanti situato nel dipartimento della Vienne nella regione della Nuova Aquitania.

## Storia

### Simboli
Lo stemma è stato adottato il 4 maggio 2023. Il bosso (in francese buis) ricorda il nome del paese, la quercia simboleggia la tartuficoltura, la linea ondata il fiume Négron che attraversa il territorio comunale, la ruota è quella del mulino di Comprigny del XII secolo, il pastorale è attribuito di san Leodegario di Autun.

## Società

### Evoluzione demografica
Abitanti censiti